# Фамилија Гарсија, Нуево Мексикали (Енсенада)
Фамилија Гарсија, Нуево Мексикали (шп. Familia García, Nuevo Mexicali) насеље је у Мексику у савезној држави Доња Калифорнија у општини Енсенада. Насеље се налази на надморској висини од 37 м.

## Становништво
Према подацима из 2010. године у насељу су живела 4 становника.

### Хронологија
| Година       | 2000          | 2005        | 2010 |
| ------------ | ------------- | ----------- | ---- |
| Становништво | 108 (50 / 58) | 19 (10 / 9) | 4    |

### Попис
| # | Индикатор                     | Вредност |
| - | ----------------------------- | -------- |
| 1 | Укупно домаћинстава           | 1        |
| 2 | Укупно насељених домаћинстава | 1        |
| 3 | Величина локације             | 1        |